# BredaMenarinibus Avancity
Le BredaMenarinibus Avancity est un autobus urbain et suburbain fabriqué par le constructeur italien BredaMenarinibus de 2005 à 2013.
Le BMB Avancity est disponible en trois longueurs : 10,5 mètres N, 12 mètres L et 18 mètres S, ce dernier étant articulé.
Il est produit en Italie à Bologne et sous licence en Turquie dans l'usine Karsan de Bursa.
L'autobus urbain BMB Avancity a connu 2 générations : Avancity et Avancity+.

## Histoire
L'Avancity, autobus urbain et suburbain a été conçu pour remplacer l'autobus Monocar 240 qui était commercialisé depuis 1998 dans les longueurs traditionnelles : 10,5 - 12 mètres et le Monocar 340 autobus urbain articulé de 18 mètres. Le modèle disposait de plusieurs motorisations : diesel, GNV et hybride. Une version trolleybus baptisée "F19" a été fabriquée sur commande de l'ATM de Naples à 90 exemplaires.
L'Avancity repose sur le même châssis que les Monocar 240 et 340 mais avec une carrosserie entièrement nouvelle aux lignes plus modernes. Il ne restera en fabrication que jusqu'en 2008 lorsque le constructeur italien présenta au Salon "Bus & Business de Vérone" 2007, une évolution de son modèle rebaptisé Avancity+. Ce nouveau modèle offre une carrosserie redessinée plus agressive ainsi qu'un aménagement intérieur très ergonomique.
Son équipement mécanique varie selon le type du véhicule. Les versions isolées 10,5 et 12 mètres ont un moteur Deutz placé transversalement à l'arrière tandis que la version articulée dispose d'un moteur MAN placé longitudinalement à l'arrière.

### Les différentes versions Avancity
Liste selon le standard italien. Pour les véhicules exportés, le constructeur se plie aux contraintes de chaque pays.
| Version Urbaine        | Version Suburbaine     |
| ---------------------- | ---------------------- |
| Avancity NU            | Avancity NS            |
| Avancity NU GNV        | Avancity NS GNV        |
| Avancity LU (2 portes) | Avancity LS (2 portes) |
| Avancity LU (3 portes) | Avancity LS (3 portes) |
| Avancity LU (4 portes) |                        |
| Avancity LU GNV        | Avancity LS GNV        |

Ce modèle a connu une très large diffusion en Italie mais également à l'exportation. Quelques exemplaires ont été immatriculés en France, à Grenoble notamment. Plus de 50 en Espagne et 35 à Kocaeli en Turquie.

## Avancity + (plus)
L'Avancity + a été dévoilé la première fois lors du salon "Bus & Business de Vérone 2007". Ce nouveau modèle reprend le châssis de l'Avancity mais bénéficie d'une nouvelle carrosserie aux lignes modernes et agressives et d'un carénage complet de toit. Une version GNV est disponible.

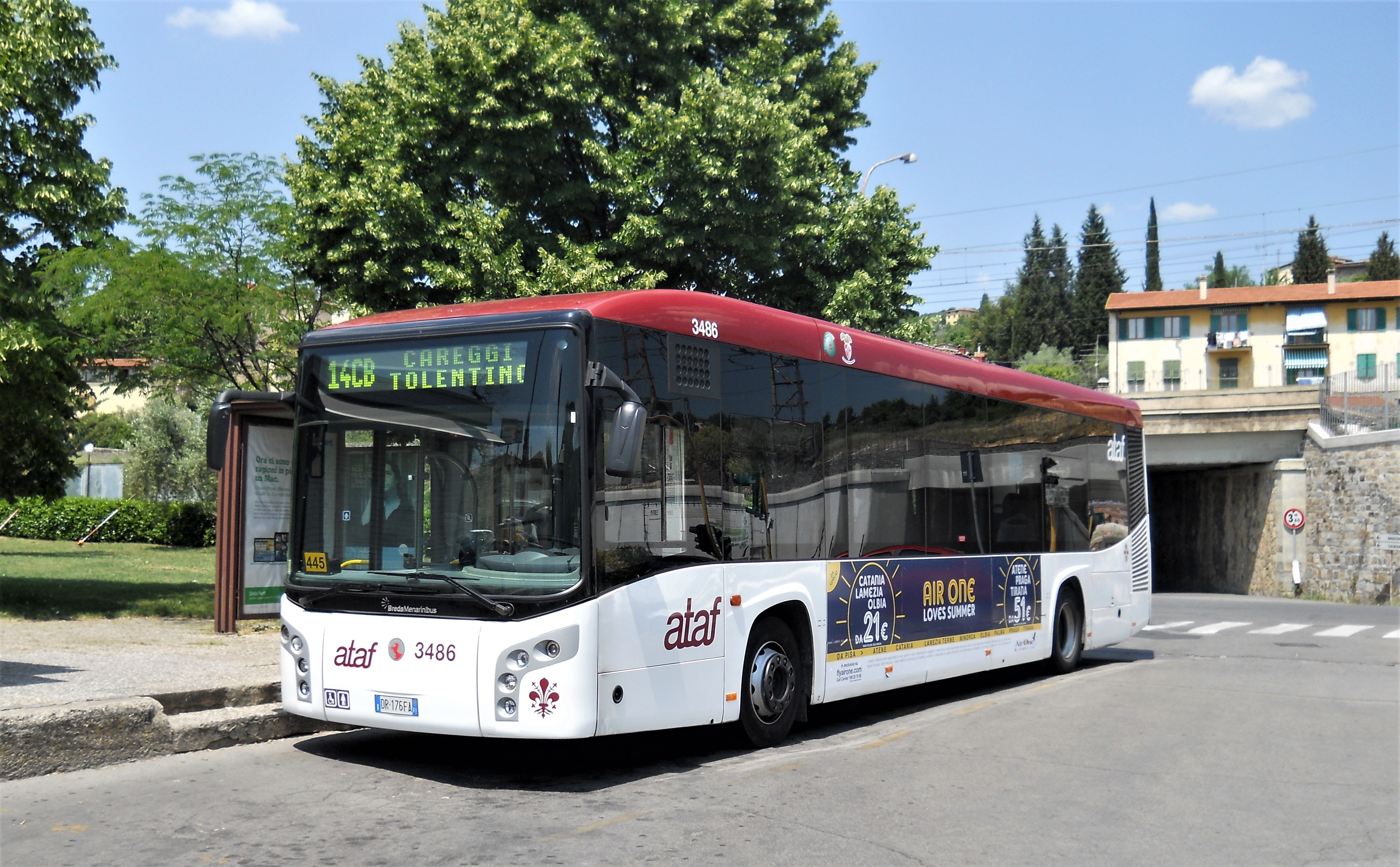
Avancity+ à Florence

Comme l'Avancity, il est décliné en 3 longueurs 10,5 mètres (N), 12 mètres (L) et articulé de 18,0 mètres (S).
Étant largement exporté, les versions sont plus nombreuses afin de satisfaire toutes les demandes :
| Version Urbaine            | Version Suburbaine        |
| -------------------------- | ------------------------- |
| Avancity NU                | Avancity N                |
| Avancity NU GNV            | Avancity N GNV            |
| Avancity LU (2 portes)     | Avancity L (2 portes)     |
| Avancity LU (3 portes)     | Avancity L (3 portes)     |
| Avancity LU (4 portes)     | Avancity L (4 portes)     |
| Avancity LU GNV (2 portes) | Avancity L GNV (2 portes) |
| Avancity LU GNV (3 portes) | Avancity L GNV (3 portes) |
| Avancity SU (3 portes)     | Avancity S (3 portes)     |
| Avancity SU (4 portes)     | Avancity S (4 portes)     |
| Avancity SU GNV (3 portes) |                           |
| Avancity SU GNV (4 portes) |                           |

Cette version Avancity+ a connu un succès que le constructeur italien n'avait jamais connu auparavant, toujours loin derrière les modèles Fiat V.I. puis Iveco, Irisbus redevenu Iveco Bus.
Il sera largement exporté, vers l'Espagne, avec 39 unités rien qu'à Madrid, Bayonne en France, Marbourg en Allemagne et Istambul qui a passé la plus grosse commande en 2011 avec 500 unités de 12 et 18 mètres. La production sous licence par Karsan localement s'est ainsi rendue obligatoire, l'usine italienne étant dans l'incapacité de produire autant d'exemplaires en 2 ans.

## Trolleybus Avancity HTB
L'Avancity HTB est la version trolleybus 18 mètres articulé de l'Avancity+ réalisé à la demande de l'ATAC de Rome qui en a commandé 45 exemplaires. Le trolleybus a été mis au point dès la sortie de la version Avancity+ et les premiers tests se sont déroulés à partir du 5 mars 2010. L'appareillage électrique est d'origine Skoda complété par un moteur diesel électrique de forte puissance pour la marche autonome. 
Cette version dispose :
- un moteur électrique de 260 kW refroidi par air avec 10 modules surcapacitaires placés sur le toit,
- un moteur diesel MAN 6.871 cm3 de 157 kW (213 ch),
- un générateur de courant Lechtmotoren de 175 kW,

La vitesse maximale est de 75 km/h avec une alimentation électrique sur la ligne ou autonome.
Une commande de 5 unités a été enregistrée pour la ville d'Ancone, sur la côte adriatique.

La fabrication de la gamme Avancity s'est interrompue en fin d'année 2013. Elle a été remplacée par le nouveau Citymood.